# Aeoloscelis
Aeoloscelis é um gênero de traça pertencente à família Agonoxenidae.